# ميدوري ناكانو
ميدوري ناكانو (باليابانية: 中野翠؛ بالكانا: なかの みどり) هي مقالاتية يابانية، ولدت في 21 يوليو 1946 في سايتاما في اليابان.